# Gråpucklig tråding
Gråpucklig tråding (Inocybe griseovelata) är en svampart som tillhör divisionen basidiesvampar, och som beskrevs av Robert Kühner. Gråpucklig tråding ingår i släktet Inocybe, och familjen Crepidotaceae. Arten är reproducerande i Sverige.